# 艾瓦哲克 (恰納卡萊省)

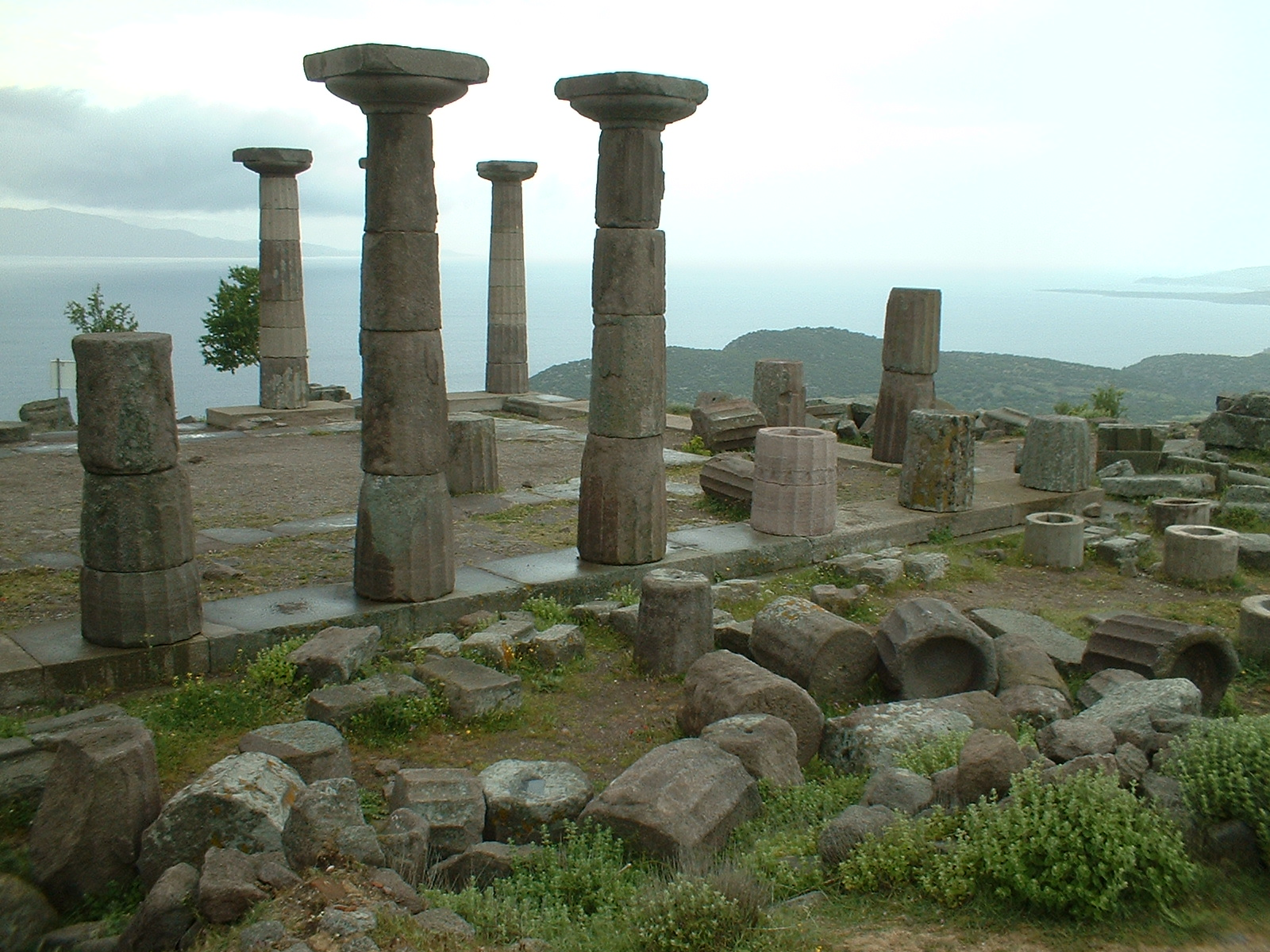
阿索斯

艾瓦哲克是土耳其的城鎮，由恰納卡萊省負責管轄，位於該國西部，面積893平方公里，海拔高度251米，主要經濟活動是旅遊業，2010年人口7,457。历史名城阿索斯位于此地。

## 外部連結
- District municipality's official website （土耳其文）
- Road map of Ayvacık and environs
- Various images of Akliman in Ayvacık, Çanakkale （页面存档备份，存于）
- Various images of Küçükkuyu in Ayvacık, Çanakkale （页面存档备份，存于）

39°36′04″N 26°24′17″E / 39.60111°N 26.40472°E